# 斯基德莫爾山
斯基德莫爾山（英語：Mount Skidmore），是南極洲的山峰，位於科茨地，處於斯特拉頓冰川終點東面，屬於沙克爾頓山脈的一部分，海拔高度865米，在1957年由英聯邦探險隊繪入地圖，現時由南極條約體系管理。